# Propülaia
A propülaia (görög προπύλαια) az ókori görög építészetben monumentális, díszes kapuzat vagy bejárat, melynek legnevezetesebb példája az athéni Akropolisz kapuépülete. 

## Az athéni Propülaia
I. e. 437 és i. e. 432 között épült Mnésziklész tervei alapján. Stílusa, idomulva a Parthenónhoz, kívülről dór templom formáját mutatja timpanonnal koszorúzott oszlopsorával. A nyugati homlokzaton a bejáró két oldalán két előreugró szárny található, s emiatt a Propülaia inkább egy palotára hasonlít, mint kapura. Reprezentatív jellegét bizonyítja, hogy értékes építőanyagokból, fehér pentelikoni és kékesfekete eleusziszi márványból építették. 
Az építmény közepén található a bejárócsarnok. Erőteljes – részben csonka –, alul 1,60 méter széles hat dór oszlopa 8,80 méter magas. Az előreugró két szárny erre néző oldalait szegélyező három-három kisebb (5,85 m magas) dór oszloppal együtt egy zárt oszlopos udvar (megaron) látszatát kelti.
A 18 méter széles, 24 méter hosszú, kétoldalt fallal határolt középső kapucsarnoknak egykor kazettás mennyezete volt, amelyet 10 méter magas három-három karcsú ión oszlop tartott. A csarnok háromhajós volt, a középsőn haladt át az Akropoliszra vezető szent út. A csarnokot a bejárattól 18 méterre ajtókkal áttört széles márványfal tagolja két részre; az öt különböző nagyságú kijárat mindegyikét a falba illesztett nehéz faajtóval lehetett lezárni. A középső kapu a legmagasabb, amely alatt a szent út haladt; ezt valószínűleg csak ünnepi alkalmakkor nyitották ki. A csarnoknak a kapufal mögötti, rövidebb folytatása nyitott, itt is timpanonnal koszorúzott hat dór oszlop áll, mint a bejáratnál, csak ezek 28 centiméterrel alacsonyabbak. A hatalmas oszlopok épek, a felettük húzódó architrávval együtt. Ennek több mint felén megmaradtak a triglifek és metopék, sőt a timpanon egy része is.
A két előreugró szárny közül a balra eső alapterülete mintegy kétszerese a szemben levő jobb oldalinak. Ez a szárny egy három dór oszlopos nyitott előcsarnokból és innen nyíló falakkal övezett nagyteremből áll. A sokkal kisebb jobb oldali szárny az eredeti terv szerint ugyanakkora lett volna, mint társa, de így ráépült volna a szomszédos Niké-szentély szabadon álló oltárára, amit a korabeli közvélemény nem fogadott el. Ezért a bal oldali szárnyéval egy vonalban megkezdett fal építését abba kellett hagyni, így ez a rész mint egy nyitott oszlopcsarnok épült fel.